# Reitzenhagen

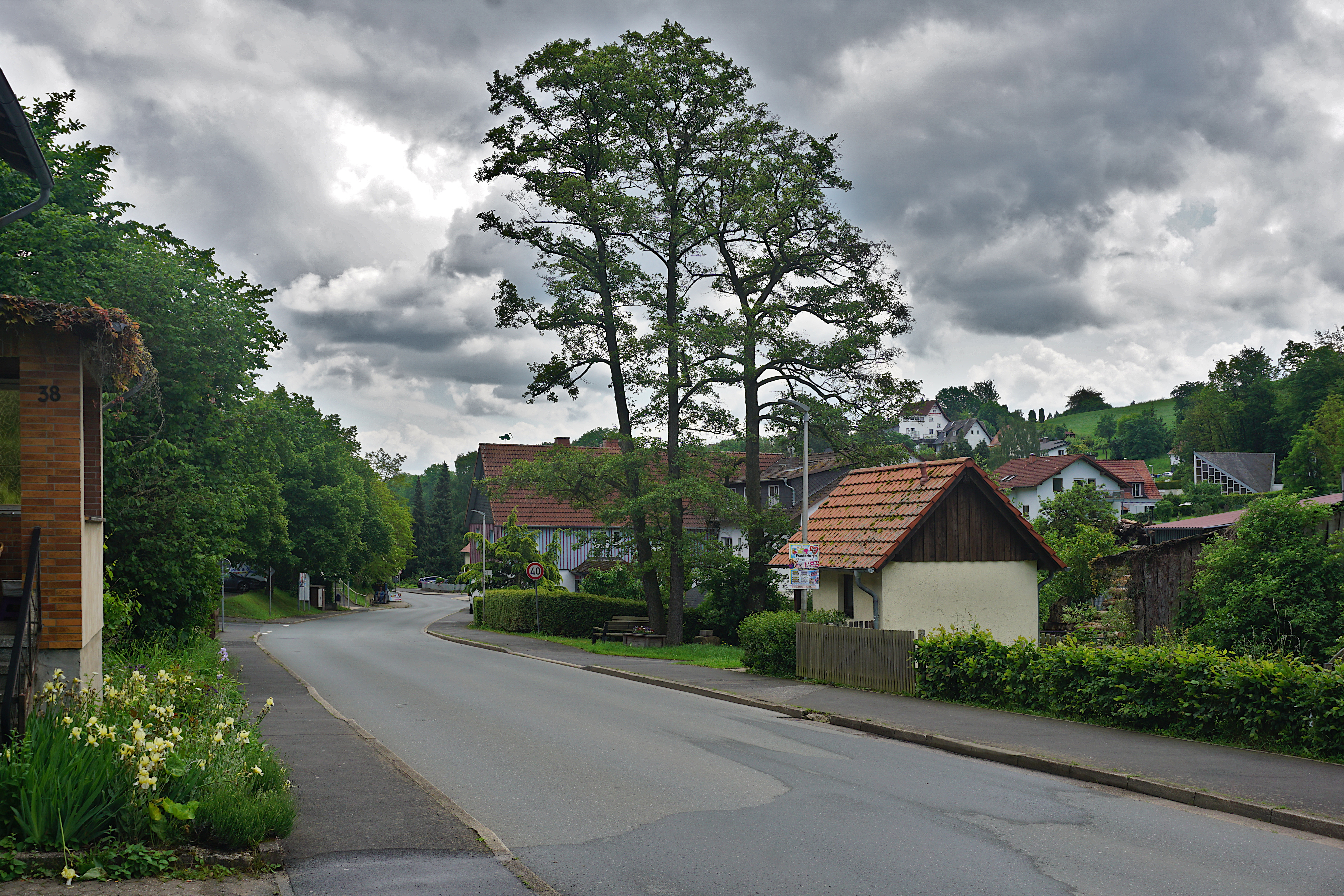
In Reitzenhagen

Reitzenhagen ist ein Stadtteil der Stadt Bad Wildungen im nordhessischen Landkreis Waldeck-Frankenberg.

## Geographische Lage

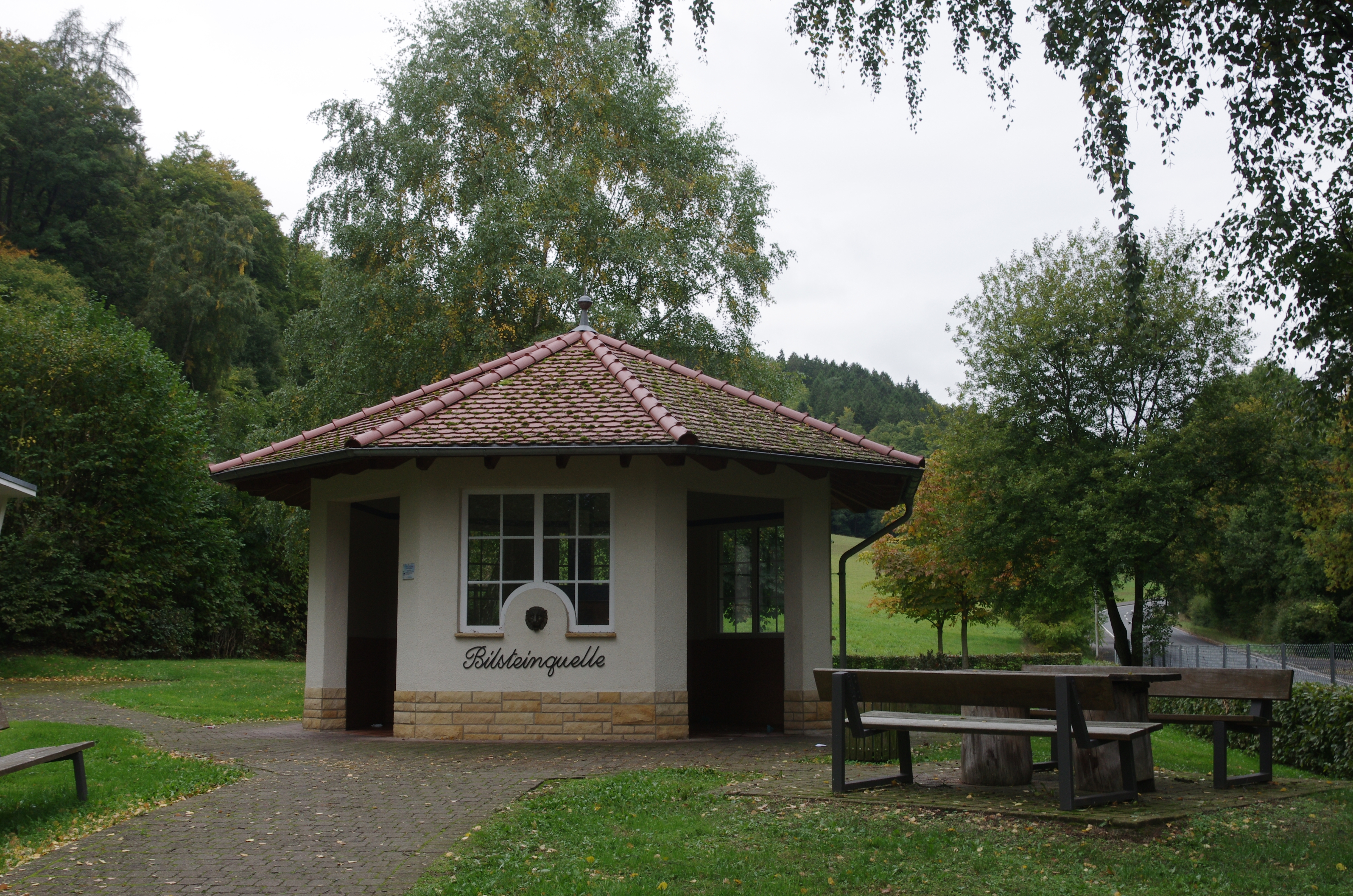
Die Bilsteinquelle

Der Ort liegt direkt an der westlichen Bebauung von Bad Wildungen und grenzt an den Nationalpark Kellerwald-Edersee. Durch den Ort fließt die Wilde (Eder).
Nahe Reitzenhagen liegen die Bilsteinklippen. Im Dorf selbst befindet sich die Bilsteinquelle.

## Geschichte

### Ortsgeschichte
1927 gehörte Reitzenhagen zum Amtsgericht Bad Wildungen und zum Finanzamt Korbach.
1933 hatte das Dorf insgesamt 122 Einwohner.
Bereits am 1. Mai 1940 wurde Reitzenhagen in die Stadt Bad Wildungen eingemeindet. Der Ort Reitzenhagen zählt zum Ortsbezirk der Kernstadt von Bad Wildungen.

### Verwaltungsgeschichte im Überblick
Die folgende Liste zeigt die Staaten und Verwaltungseinheiten, in denen Reitzenhagen lag:
- vor 1712: Heiliges Römisches Reich, Grafschaft Waldeck, Amt Wildungen
- ab 1712: Heiliges Römisches Reich, Fürstentum Waldeck, Amt Wildungen
- ab 1807: Fürstentum Waldeck, Amt Wildungen
- ab 1815: Fürstentum Waldeck, Oberamt der Eder (Sitz in Nieder-Wildungen)
- ab 1816: Fürstentum Waldeck, Oberjustizamt der Eder (Sitz in Nieder-Wildungen)
- ab 1850: Fürstentum Waldeck-Pyrmont (seit 1849), Kreis der Eder[Anm. 1]
- ab 1867: Fürstentum Waldeck-Pyrmont (Akzessionsvertrag mit Preußen), Kreis der Eder
- ab 1871: Deutsches Reich, Fürstentum Waldeck-Pyrmont, Kreis der Eder
- ab 1919: Deutsches Reich, Freistaat Waldeck-Pyrmont, Kreis der Eder
- ab 1929: Deutsches Reich, Freistaat Preußen, Provinz Hessen-Nassau, Regierungsbezirk Kassel, Kreis der Eder
- am 1. Mai 1940 Eingemeindung nach Bad Wildungen

### Bevölkerung
Einwohnerstruktur 2011
Nach den Erhebungen des Zensus 2011 lebten am Stichtag dem 9. Mai 2011 in Reitzenhagen 132 Einwohner. Darunter waren 3 (2,3 %) Ausländer.
Nach dem Lebensalter waren 15 Einwohner unter 18 Jahren, 48 waren zwischen 18 und 49, 39 zwischen 50 und 64 und 30 Einwohner waren älter.
Die Einwohner lebten in 66 Haushalten. Davon waren 21 Singlehaushalte, 24 Paare ohne Kinder und 15 Paare mit Kindern, sowie 6 Alleinerziehende und keine Wohngemeinschaften. In 12 Haushalten lebten ausschließlich Senioren und in 45 Haushaltungen leben keine Senioren.
| Reitzenhagen: Einwohnerzahlen von 1770 bis 2020 | Reitzenhagen: Einwohnerzahlen von 1770 bis 2020 | Reitzenhagen: Einwohnerzahlen von 1770 bis 2020 | Reitzenhagen: Einwohnerzahlen von 1770 bis 2020 | Reitzenhagen: Einwohnerzahlen von 1770 bis 2020 |
| --- | ----------------------------------------------- | ----------------------------------------------- | ----------------------------------------------- | ----------------------------------------------- |
| Jahr |                                                 |                                                 |                                                 | Einwohner                                       |
| 1770 | 1770                                            |                                                 | 87                                              | 87                                              |
| 1800 | 1800                                            |                                                 | ?                                               | ?                                               |
| 1834 | 1834                                            |                                                 | 136                                             | 136                                             |
| 1840 | 1840                                            |                                                 | 112                                             | 112                                             |
| 1846 | 1846                                            |                                                 | 126                                             | 126                                             |
| 1852 | 1852                                            |                                                 | 133                                             | 133                                             |
| 1858 | 1858                                            |                                                 | 130                                             | 130                                             |
| 1864 | 1864                                            |                                                 | 124                                             | 124                                             |
| 1871 | 1871                                            |                                                 | 114                                             | 114                                             |
| 1875 | 1875                                            |                                                 | 94                                              | 94                                              |
| 1885 | 1885                                            |                                                 | 103                                             | 103                                             |
| 1895 | 1895                                            |                                                 | 104                                             | 104                                             |
| 1905 | 1905                                            |                                                 | 99                                              | 99                                              |
| 1910 | 1910                                            |                                                 | 103                                             | 103                                             |
| 1925 | 1925                                            |                                                 | 109                                             | 109                                             |
| 1939 | 1939                                            |                                                 | 130                                             | 130                                             |
| 1946 | 1946                                            |                                                 | ?                                               | ?                                               |
| 1950 | 1950                                            |                                                 | ?                                               | ?                                               |
| 1956 | 1956                                            |                                                 | ?                                               | ?                                               |
| 1961 | 1961                                            |                                                 | ?                                               | ?                                               |
| 1967 | 1967                                            |                                                 | ?                                               | ?                                               |
| 1980 | 1980                                            |                                                 | ?                                               | ?                                               |
| 1990 | 1990                                            |                                                 | ?                                               | ?                                               |
| 2000 | 2000                                            |                                                 | ?                                               | ?                                               |
| 2011 | 2011                                            |                                                 | 132                                             | 132                                             |
| 2015 | 2015                                            |                                                 | 583                                             | 583                                             |
| 2020 | 2020                                            |                                                 | 573                                             | 573                                             |
| Datenquelle: Historisches Gemeindeverzeichnis für Hessen: Die Bevölkerung der Gemeinden 1834 bis 1967. Wiesbaden: Hessisches Statistisches Landesamt, 1968. Weitere Quellen: bis 1967 LAGIS; Stadt Bad Wildungen; Zensus 2011 |                                                 |                                                 |                                                 |                                                 |

| • 1556: | 17 Häuser (einschließlich der Mühlen), 85 Einwohner |
| • 1620: | 23 Häuser                                           |
| • 1650: | 4 Häuser                                            |
| • 1770: | 14 Häuser, 87 Einwohner                             |

## Persönlichkeiten
- Jakob Euler (* 11. November 1856 in Reitzenhagen; † 10. Juli 1931 in Korbach), deutscher Schulrat und Politiker (DDP)